# Beppe Singer

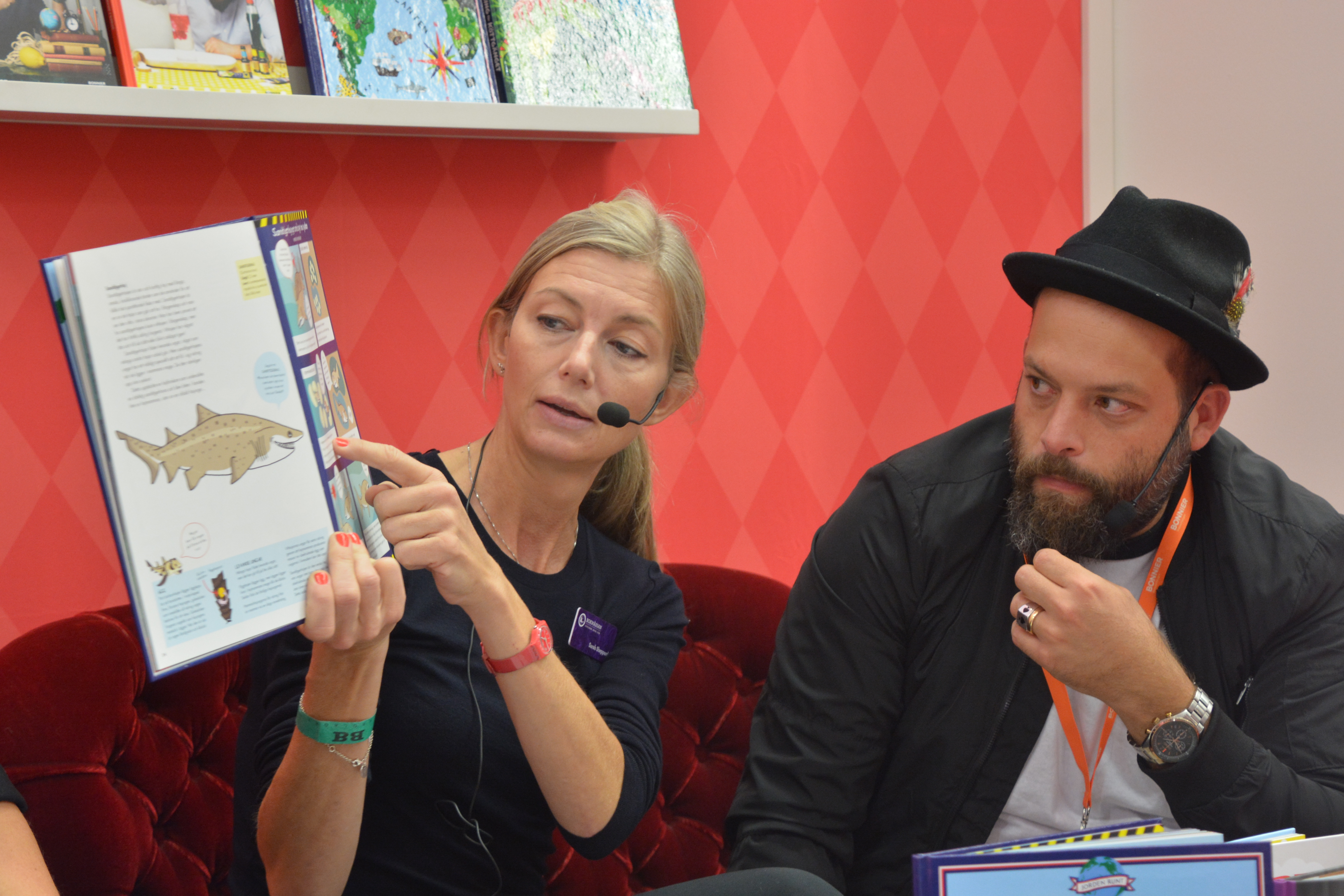
Beppe Singer med Sarah Sheppard på Bokmässan i Göteborg 2016

Benjamin ”Beppe” Gideon Singer, född 17 september 1977 i Malmö, är en svensk TV-programledare och lärare.
Beppe Singer blev programledare för Hjärnkontoret efter en kampanj på både SVT:s kanaler och Twitter och Facebook. Han har även producerat och varit programledare för programmen Tiggy Testar och Labba på UR.[källa behövs] Beppe var idégivare till bakom julkalender 2016, Det stora experimentet. Julkalendern vann pris för Bästa Barn- och Ungdomsprogram vid Kristallengalan 2017.
Han är utbildad kemist vid Lunds Universitet och har tidigare arbetat som lärare i kemi, fysik och matematik på ett gymnasium i Malmö.
Tillsammans med sin redaktion vann Beppe Singer priset Årets folkbildare 2011.
Han verkar även som föreläsare i skolor runtom i landet då han talar om sin egen skolgång och  hur det känns att känna sig ”dum i huvudet”. 
Beppe Singer är även författare och har skrivit  barnböcker och pysselböcker på Bonnier-Carlsen samt läromedel åt Gothia Fortbildning.

## Priser och utmärkelser
- Årets folkbildare 2011
- Vinnare av kategorin Årets barn- och ungdomsprogram vid Kristallengalan 2017